# Enrico Tazzoli (presbitero)
Enrico Tazzoli (Canneto sull'Oglio, 19 aprile 1812 – Belfiore, 7 dicembre 1852) è stato un presbitero e patriota italiano, uno dei più noti tra i martiri di Belfiore.

## Biografia
Nato a Canneto sull'Oglio da Pietro Tazzoli, giudice conciliatore e pretore e da Isabella Arrivabene, di nobile famiglia mantovana, alla nascita gli furono imposti i nomi di Enrico Napoleone. Nel 1821 fu iscritto alla seconda classe di grammatica del liceo di Goito, dove iniziò a manifestare la sua inclinazione alla vita sacerdotale.
Successivamente frequentò il corso liceale, detto “filosofico”, nei seminari di Mantova prima e di Verona poi, ma completò gli studi teologici in quello di Mantova. Fu poi ordinato sacerdote a Verona e, nel 1835, celebrò la sua prima Messa. Nel 1844 pubblicò il “Libro del popolo” contro la disuguaglianza sociale.

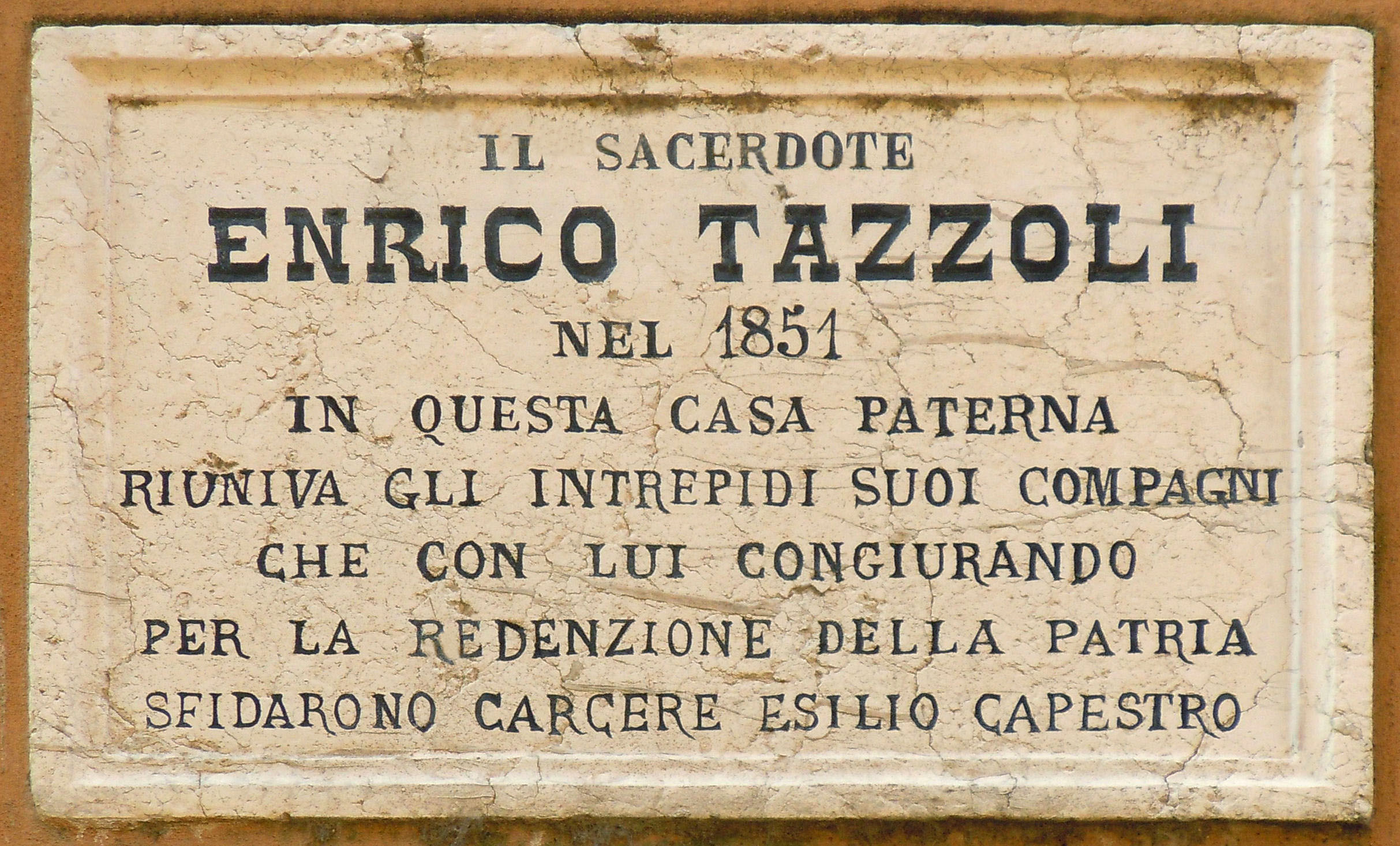
Mantova, lapide a don Enrico Tazzoli

Professore di filosofia e storia universale nel seminario vescovile di Mantova dal 1836, nel corso ginnasio-liceale, non fu mai parroco e visse con la madre vicino al Duomo in contrada dello Zuccaro, ora via Don Enrico Tazzoli. Fu arrestato la prima volta il 12 novembre 1848 per aver pronunciato nel Duomo una predica contro le tiranniche potenze imperiali che vollero il Sacco di Mantova del 1630, con evidente allusione agli "imperiali" austriaci suoi contemporanei. L'arresto fu disposto dal capitano auditore Carl Pichler von Deeben, lo stesso uomo che a Bologna aveva fatto fucilare Ugo Bassi e che nel 1851 riserverà il medesimo destino a Giovanni Grioli. Per il momento, tuttavia, non si volle essere troppo duri, e l'arresto si limitò ad avere una valenza intimidatoria. Nella perquisizione della casa si chiuse un occhio sulla sciarpa tricolore che si trovava esposta in mezzo ai libri, e si intimò alla madre del sacerdote di bruciare le 5 giornate di Ignazio Cantù e le poesie del Berchet. Tazzoli fu quindi rilasciato, e ritornando a casa trovò una nutrita folla ad applaudirne il coraggio e le idee.
Tazzoli, pur non condividendo la visione religiosa di Mazzini, si convinse che il movimento della Giovine Italia era l'unico che avesse organizzazione e adesioni sufficienti ad assicurare concretezza d'azione. Molto impegnato nell'assistenza filantropica e nella educazione popolare, sposò i principi di un suo cristianesimo "illuminato" con lo spirito umanitario e "democratico" delle lotte risorgimentali, tanto da definire il suo supremo amor di patria la sua "seconda religione".

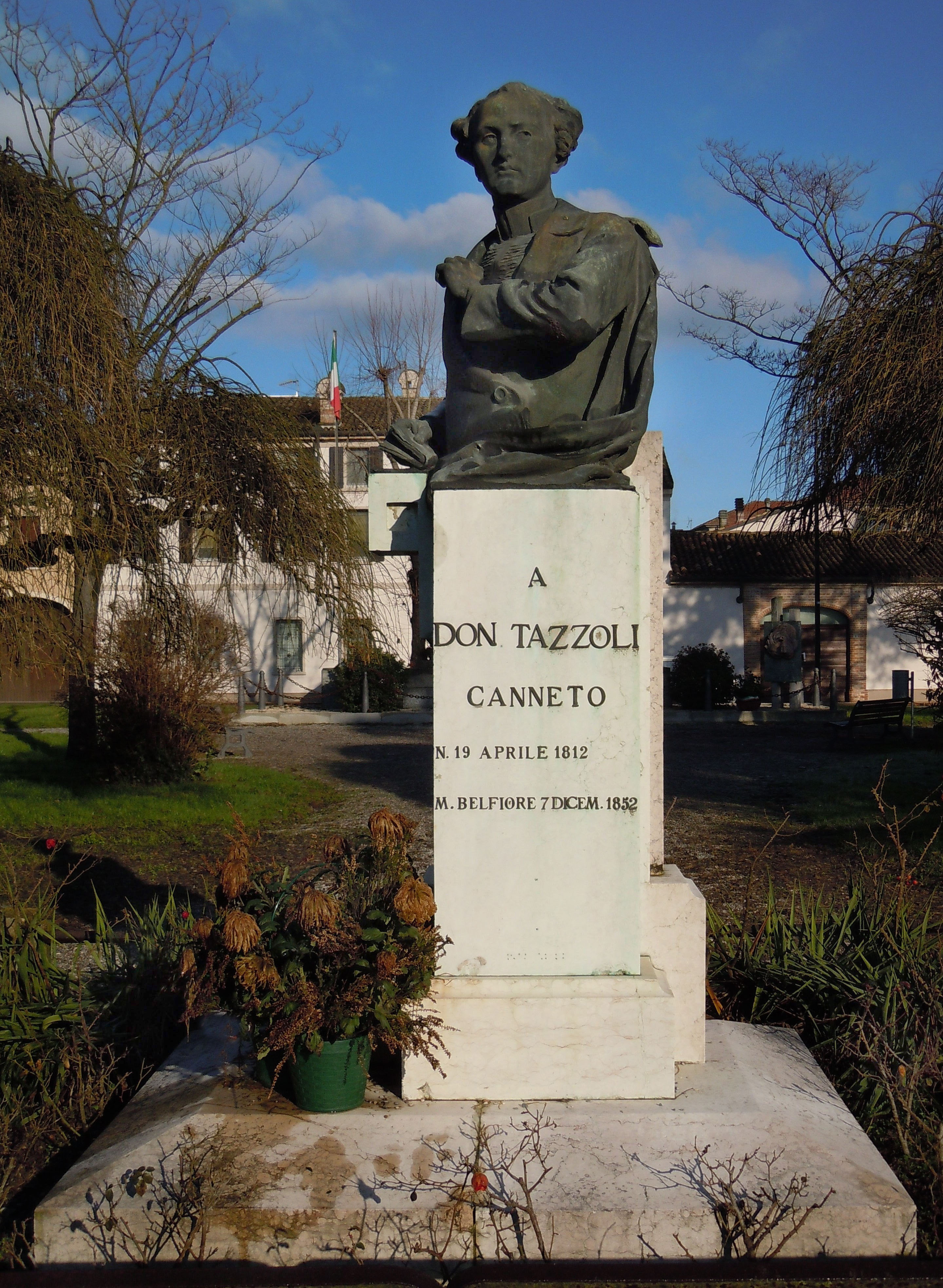
Monumento a Canneto sull'Oglio

Il 2 novembre 1850, in un'abitazione al numero 10 dell'odierna via Chiassi a Mantova, venti mantovani parteciparono alla seduta che pose le basi di un comitato insurrezionale antiaustriaco. Tra questi, Enrico Tazzoli era il principale organizzatore e coordinatore della congiura. Egli era, altresì, in accordo con Mazzini, esule a Londra, attivamente impegnato nella sottoscrizione delle cartelle del prestito interprovinciale mazziniano. Rinvenute casualmente alcune di queste cartelle, la polizia austriaca, utilizzando anche la tortura, scoprì la congiura. Enrico Tazzoli fu arrestato il 27 gennaio 1852. Gli vennero sequestrati molti documenti, fra i quali un registro cifrato in cui aveva annotato incassi e spese, con i nomi degli affiliati che avevano versato denaro. Il 24 giugno, in carcere, Tazzoli seppe che gli austriaci avevano decifrato la chiave di lettura del suo quaderno incentrata sul Pater noster. Vennero arrestati iscritti di Mantova, Verona, Brescia e Venezia.
Accortamente le autorità austriache ottennero un ordine speciale di Pio IX che, sconfessando il vescovo che l'aveva negata, ordinò la riduzione allo stato laicale di Enrico Tazzoli che avvenne il 24 novembre. Monsignor Giovanni Corti fu quindi costretto a procedere alla lettura della formula di condanna, al ritiro dei paramenti sacri tolti di dosso e alla raschiatura con un coltello della pelle delle dita che avevano sorretto l'ostia dell'eucaristia. Non essendoci a quel punto più conflitto con il diritto ecclesiastico, il 4 dicembre gli austriaci diedero ai dieci processati lettura della sentenza del Consiglio di guerra austriaco che già il 13 novembre aveva decretato la condanna a morte.
L'emozione suscitata e il susseguente intervento delle autorità religiose lombarde indussero il Governatore generale Josef Radetzky a commutare alcune pene ad anni di carcere, ma lo stesso confermò la pena capitale per Tazzoli, Scarsellini, Poma, Canal e Zambelli. Il 7 dicembre 1852 furono eseguite le condanne a morte per impiccagione in località Belfiore, poco fuori le mura della città di Mantova, gli impiccati sono ricordati come i Martiri di Belfiore.
Venti anni dopo il martirio, il 7 dicembre 1872, Enrico Tazzoli fu commemorato con l'anteprima nazionale del dramma di Riccardo Bonati Enrico Tazzoli e i martiri del 1852, rappresentato al teatro Andreani di Mantova.

## Scritti
- Scritti e memorie 1842-1852, Francoangeli, Milano, 1997